# Úrvalsdeild Karla 1925
La Úrvalsdeild Karla 1925 fue la 14.ª edición del campeonato de fútbol islandés. El campeón fue el Fram Reykjavik, que ganó su décimo título.

## Tabla de posiciones
|   | Equipo          | PJ | PG | PE | PP | GF | GC | DG | Pts |
| - | --------------- | -- | -- | -- | -- | -- | -- | -- | --- |
| 1 | Fram Reykjavik  | 3  | 2  | 1  | 0  | 5  | 1  | +4 | 5   |
| 2 | Víkingur        | 3  | 1  | 2  | 0  | 6  | 4  | +2 | 4   |
| 3 | Valur Reykjavik | 3  | 1  | 1  | 1  | 7  | 4  | +3 | 3   |
| 4 | KR Reykjavik    | 3  | 0  | 0  | 3  | 2  | 11 | -9 | 0   |

PJ = Partidos jugados; PG = Partidos ganados; PE = Partidos empatados; PP = Partidos perdidos; GF = Goles a favor; GC = Goles en contra; DG = Diferencia de gol; Pts = Puntos